# Banca Populară (Pitești)
Banca Populară (denumită și Palatul Aquila) este un monument istoric aflat pe teritoriul municipiului Pitești.

## Scurt istoric
Instituție înființată în 1898, sediul fiind dat în folosință în 1912. Numită și Palatul Aquila, clădirea a avut, în decursul anilor, diferite destinații, printre care, din 1956, Filiala Băncii de Stat a R.P.R., 1959 - Cinematograful „Muncitoresc”, devenit apoi „Modern” și în zilele de astăzi Sebastian Papaiani, 1972 - Clubul Tehnic al Tineretului ș.a.. 